# Hans Hartmann (Politiker)
Hans Hartmann (* 15. Juli 1863 in Ebelsbach; † 26. August 1942 in Sulzfeld am Main) war ein deutscher Politiker der  Deutschen Demokratischen Partei (DDP), 1924 bis 1932 war er Mitglied des Bayerischen Bauernbundes.

## Leben und Wirken
Der Lehrer Hartmann wurde in Ebelsbach bei Haßfurt geboren. Er wurde Lehrer. Ab dem Jahr 1900 war er als gewählter Distriktsrat im Bezirkstag von Kitzingen vertreten. Das Amt nahm er bis 1933 wahr, wobei er zwischen 1919 und 1928 sogar als Vorsitzender amtierte. Er war Mitglied der bayerischen Kammer der Abgeordneten (1912–1918), des Provisorischen Nationalrats (1918–1919) und des Bayerischen Landtags (1919–1932). Zuletzt war er 2. Vizepräsident des Landtags (1928–1932).
Hartmann engagierte sich neben seiner politischen Tätigkeit in einer Vielzahl von Vereinen. So war er Vorsitzender der bayerischen Kleinbrennereien, stand dem unterfränkischen Obst- und Gartenbauverband vor. Hartmann war Schriftführer des fränkischen Weinbauvereins und als Bezirksanwalt der Raiffeisenvereine tätig. Daneben taucht er auch als Vorstandsmitglied des Kanalbauvereins auf, der den Ausbau des Ludwig-Donau-Main-Kanals voranzutreiben plante. Hartmann starb am 26. August 1942 in Sulzfeld am Main, wo er 50 Jahre gelebt hatte.